# Rückkehr des Autors
Die These von der Rückkehr des Autors kam in den 1990er Jahren in der Literaturwissenschaft auf. Sie rückt die Person des Autors wieder stärker in den Mittelpunkt ihrer Betrachtung. Sie reagiert damit auf den Ende der 1960er Jahre literaturtheoretisch postulierten Tod des Autors.
Begleitet wird die Debatte um die Rückkehr des Autors mit Forschungen zu seiner anthropologischen Begründung und Rechtfertigung. In der amerikanischen Literaturtheorie wurde die Beschäftigung mit dem Autor seit den 1980ern durch Martha Woodmansee vorangebracht, die sich mit dem Autor, seiner Genealogie und seiner Verwandtschaft zu Diskursen des Eigentums beschäftigt. Bereits 1992 begann der französische Buch- und Leseforscher Roger Chartier einen Generalangriff auf Michel Foucaults Text Was ist ein Autor?, indem er von einer Rückkehr (retour) des Autors sprach und damit das Wort aufgriff, das Foucault einzig für Diskursivitätsbegründer reserviert hatte. Chartier sprach so jedem Autor die Rolle des Diskursivitätsbegründers zu und stellte somit den Autor in den Mittelpunkt literarischer Rezeption. Er benannte dabei drei Schwellen, über die der Autor wieder ins Bewusstsein der Forscher dringe: als Rechtstitel in Bezug auf die Forschungen zum Urheberrecht, als personale Instanz vor der Zensur, und als Name für die Einheit eines Textkorpus. In der deutschen Forschung kam der Begriff durch einen 1999 von Fotis Jannidis, Gerhard Lauer, Matías Martínez und Simone Winko herausgegebenen gleichnamigen Sammelband wieder auf. Darin sollte der Autor wieder zum legitimen Untersuchungsgegenstand der Literaturwissenschaft gemacht werden, allein um die „unaufgeklärte Schizophrenie“ zwischen Literaturtheorie und Praxis der Literaturwissenschaft zu vermeiden.

## Wichtige Zeugnisse
- Fotis Jannidis, Gerhard Lauer, Matías Martínez und Simone Winko (Hrsg.): Die Rückkehr des Autors. Niemeyer, Tübingen 1999.
- Fotis Jannidis, Gerhard Lauer, Matías Martínez und Simone Winko (Hrsg.): Texte zur Theorie der Autorschaft, Stuttgart 2000, ISBN 978-3150180587.